# Écouché-les-Vallées (comuna suprimida)
Écouché-les-Vallées era una comuna nueva francesa situada en el departamento de Orne, de la región de Normandía que el uno de enero de 2018 fue suprimida al fusionarse con la comuna de Fontenai-sur-Orne, pasando sus comunas delegadas a formar parte de la comuna nueva de Écouché-les-Vallées.

## Historia
Fue creada el 1 de enero de 2016, en aplicación de una resolución del prefecto de Orne de 26 de octubre de 2015 con la unión de las comunas de Batilly, Écouché, La Courbe, Loucé, Saint-Ouen-sur-Maire y Serans, y pasando a estar el ayuntamiento en la antigua comuna de Écouché.

## Demografía
| Gráfica de evolución demográfica de Écouché-les-Vallées entre 1800 y 2015 |
|                                                                           |

Los datos entre 1800 y 2015 son el resultado de sumar los parciales de las seis comunas que forman la nueva comuna de Écouché-les-Vallées, cuyos datos se han cogido de 1800 a 1999, para las comunas de Batilly, Écouché, La Courbe, Loucé, Saint-Ouen-sur-Maire y Serans de la página francesa EHESS/Cassini. Los demás datos se han cogido de la página del INSEE.

## Composición
| Comuna delegada      | Código INSEE | Población (2015) | Superficie (km²) | Densidad (hab./km²) |
| -------------------- | ------------ | ---------------- | ---------------- | ------------------- |
| Batilly              | 61027        | 149              | 8.99             | 17                  |
| Écouché              | 61153        | 1326             | 5.22             | 254                 |
| La Courbe            | 61127        | 56               | 5.05             | 11                  |
| Loucé                | 61236        | 122              | 4.12             | 27                  |
| Saint-Ouen-sur-Maire | 61441        | 103              | 5.24             | 20                  |
| Serans               | 61470        | 202              | 6.10             | 33                  |